# Porcelain (píseň)
„Porcelain“ je píseň amerického hudebníka Mobyho. Vydána byla 12. června 2000 jako šestý singl z jeho páté desky Play, která vyšla již 17. května předchozího roku. Melancholický text písně, jehož autorem a zpěvákem je sám Moby, popisuje rozchod na základě vlastních zkušeností s neznámou ženou. Jde o elektronickou píseň, která kromě Mobyho autorské hudby obsahuje také reverzně nasamplované smyčce, a výrazný prvek rovněž tvoří klavírní linka. Navzdory tomu, že Moby původně nad písní a její produkcí vyjádřil opovržení, byl nakonec přemluven k jejímu vydání na albu Play.
Písni se dostalo dobrého přijetí od kritiků, kteří chválili její aranžmá a v rámci alba Play jí označili za vyčnívající. Následně vydaný singl se stal jedním z nejúspěšnějších z celé desky, v Britské singlové hitparádě se dostal na pátou příčku a umístil se také v hitparádách dalších zemí. Moby později povolil použití písně „Porcelain“, stejně jako zbytku alba Play, v různých formách médií (filmy, reklamy). K písni byly natočeny dva oficiální videoklipy, jeden režíroval Jonas Åkerlund, zatímco druhý Nick Brandt. Rovněž vzniklo několik oficiálních remixů písně, například od Roba Dougana a Torstena Stenzela.

## Pozadí a kompozice
Americký hudebník Moby složil píseň „Porcelain“ pro své páté studiové album Play a nahrávku pořídil ve svém bytě v newyorské Malé Itálii. Inspiraci pro píseň našel ve svých zkušenostech s nejmenovanou ženou, s níž měl poměr. V rozhovoru pro časopis Billboard o tom řekl: „Měl jsem vztah s touto nesmírně krásnou ženou a velmi jsem ji miloval. Ale v hloubi srdce jsem věděl, že jsme neměli šanci být romanticky zapleteni. Takže je to asi o tom jako být do někoho zamilovaný, ale vědět, že s ním nemůžeš být.“ Moby původně píseň neměl rád, kritizoval svou produkci jako „mushy“ (tj. „kašovitý“ či „sentimentální“) a svůj zpěv za „opravdu slabý“. Zpočátku „Porcelain“ odmítal jako „průměr“ a později uvedl, že si nedokázal představit, že by píseň někdo jiný měl zájem poslouchat. Přesto ji však nakonec na výsledné album zařadil, a to až poté, co k tomu byl přemluven.

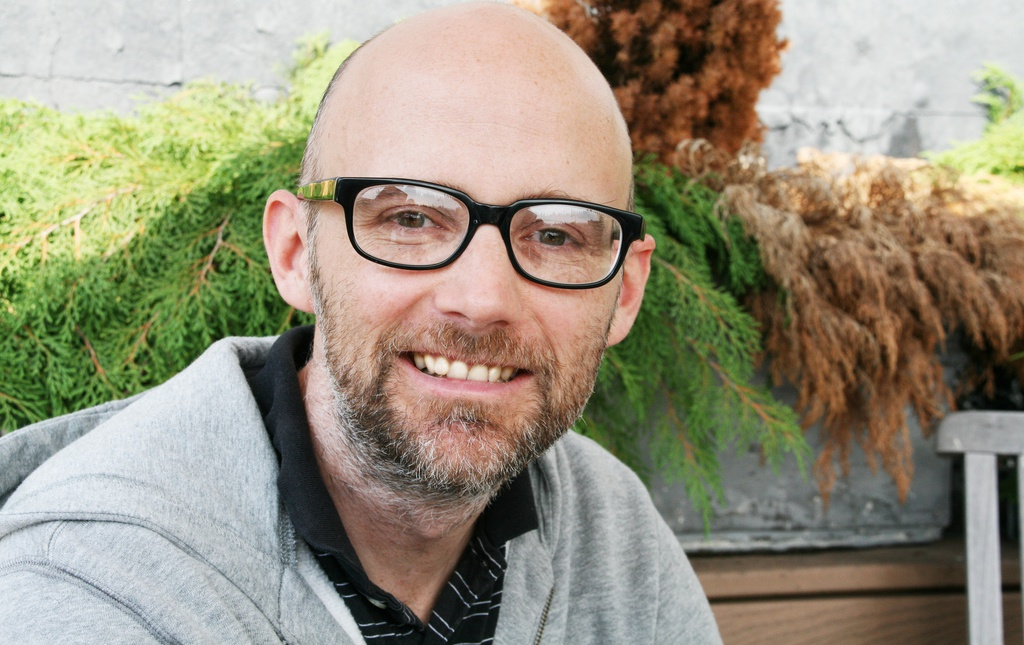
Moby na snímku z roku 2009

V písni zpívá sám Moby. Jde o downtempovou skladbu. „Porcelain“ je napsána v tónině Es dur v tempu 96 úderů za minutu. Až na bridge uprostřed písně je melodie podložena konstantní harmonickou progresí čtyř akordů (Gmi – B – Fmi – A♭) mixolydického modu od B. V instrumentaci písně je použit reverzní smyčcový motiv (sampl) a zvonivá klavírní linka. Moby v písni „Porcelain“ dále využívá bicí automat a obsahuje několik dalších navrstvených hudebních prvků, včetně vokálních samplů, syntezátorových akordů a violoncellové linky. Dodatečným zpěvem přispěla Pilar Basso.

## Vydání
Píseň „Porcelain“ byla vydána dne 17. května 1999 na Mobyho pátém albu Play. Dne 12. června 2000 vyšla jako šestý singl z této desky. Stejně jako všechny ostatní písně z desky byla i tato licencována pro použití v různých filmech, televizních reklamách a pořadech. Anglický režisér Danny Boyle použil píseň ve svém filmu Pláž (2000), kterému sám Moby připisuje velký přínos pro zvýšení povědomí o albu. Dále byla použita například v reklamách na automobil Volkswagen Polo či produkty firem Bosch a France Télécom. Píseň se stala jedním z nejúspěšnějších singlů z alba a Moby jí později označoval za signature song (doslova podpisová píseň) alba.
Singl debutoval na pátém místě Britské singlové hitparády, kde (na různých pozicích) zůstal po dobu šesti týdnů. Dále se umístil v první třicítce v hitparádách v Irsku a Polsku, kde se dostal na 26., respektive 14. místo. Dále byl uveden v hitparádách dalších evropských zemích, včetně Francie (99. místo), Německa (63.), Nizozemska (68.) a Švýcarska (79.). Úspěchu se mu dostalo také v Severní Americe. V kanadské hitparádě časopisu RPM se dostal na padesátou příčku a umístil se i v několika žebříčcích časopisu Billboard – konkrétně Hot 100 (11.), Adult Top 40 (24.), Alternative Songs (18.) a Hot Dance Club Songs (14.). Liana Jonas z Allmusic napsala, že komerční úspěch písně „pomohl dostat electronicu na světlo“ a rovněž jí označila za průkopnickou. Moby v roce 2016 vydal autobiografickou knihu, kterou pojmenoval Porcelain, a to zčásti právě podle této písně.

## Přijetí kritiky
Písni „Porcelain“ se dostalo pozitivního přijetí ze strany hudebních kritiků. Novinářka Alexandra Marshall ve své recenzi pro MTV píseň označila za „svěží úryvek, který zní jako domácí páska z EP skupiny The Magnetic Fields“. Přispěvatel deníku Birmingham Evening Mail uvedl, že „rozmáchlá melodie a procítěný zpěv“ písně vytváří „výraznou zvukovou složku“. Brent DiCrescenzo z Pitchfork Media poznamenal, že píseň „klouže něžně dolů hrdlem jako lithium“. David Browne v recenzi pro Entertainment Weekly uvedl, že album Play potřebuje „trochu prořezat“, ale zároveň prohlásil, že píseň „Porcelain“ je výjimkou a tvrdil o ní, že je „nádherná“. Magazín Daily Record píseň popsal jako „ideální pro ochlazení se při letním večeru.“ Publicista Jim DeRogatis v recenzi vydané deníkem Chicago Sun-Times charakterizoval písně „Honey“ a „Porcelain“ jako „emocionální a poutavé“ a napsal, že pokud „s vámi nehnou (v každém slova smyslu), pak patrně nemáte žádný puls.“ Server Playlouder označil píseň za 26. nejlepší singl roku 2000. Píseň dále označil za „nejvíce drtivě nebeskou skladbu“ z alba a chválil kombinaci klavírní melodie s Mobyho „strašidelně strašidelným“ zpěvem. Na 56. místě se singl umístil v každoročním žebříčku Pazz & Jop týdeníku The Village Voice. Britský časopis Q zařadil v roce 2003 píseň „Porcelain“ na 253. příčku na žebříčku 1001 nejlepších písní všech dob.

## Videoklipy

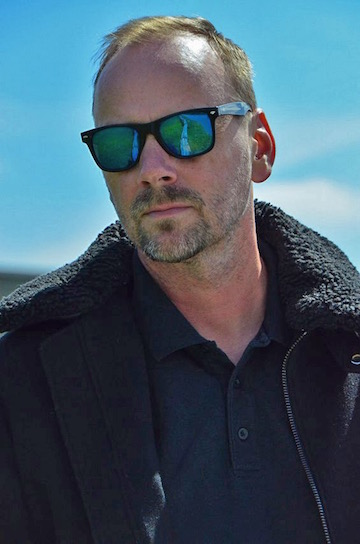
Torsten Stenzel, autor remixu písně, na snímku z roku 2017

K písni byly natočeny dva oficiální videoklipy. Jeden z nich natočil švédský režisér Jonas Åkerlund. a zblízka sleduje lidské oko, v němž se odráží různé obrazy, včetně Mobyho, smějících se lidí či rukou na klávesách klavíru. Režisérem druhého videa byl anglický fotograf Nick Brandt. V klipu se vyskytuje Moby, sedící na zadním sedadle jedoucího automobilu, který nemá řidiče. Projíždí městem i krajinou. Åkerlundova verze byla vysílána pouze evropskými televizními stanicemi a ve Spojených státech byla oficiálně zveřejněna až v roce 2001 na záznamu Play: The DVD.

## Seznam skladeb
CD singl (VB)
1. Porcelain (singlová verze) – 3:32
2. Flying Over the Dateline – 4:48
3. Summer – 5:55

CD singl (remixy – VB)
1. Porcelain (Clubbed to Death Variation by Rob Dougan) – 6:36
2. Porcelain (Futureshock Instrumental) – 8:36
3. Porcelain (Torsten Stenzel's Edited Remix) – 4:50

12" singl (remixy – VB)
1. Porcelain (Futureshock Instrumental) – 8:36
2. Porcelain (Futureshock Beats) – 3:54
3. Porcelain (Clubbed to Death Variation by Rob Dougan) – 6:36

Kazetový singl (VB)
1. Porcelain (singlová verze) – 3:32
2. Porcelain (Torsten Stenzel's Vocaldubmix) – 8:22
3. Summer – 5:55

12" singl (USA)
1. Porcelain (Clubbed to Death Variation by Rob Dougan) – 6:36
2. Porcelain (albová verze) – 4:01
3. Porcelain (Futureshock Remix) – 8:36
4. Porcelain (Futureshock Beats) – 3:54

Digitální singl (remixy – Anjunabeats)
1. Porcelain (Above & Beyond Remix)
2. Porcelain (Arty Remix)